# محمود اوبا، شاهبوز
محمود اوبا (به لاتین: Mahmudoba، به ارمنی: آغو Աղու) یک منطقه مسکونی در جمهوری آذربایجان است که در شهرستان شاهبوز واقع شده است. محمود اوبا ۷۹۴ نفر جمعیت دارد.